# هانك آشر
هانك آشر (بالإنجليزية: Hank Asher)‏ هو شخصية أعمال أمريكي، ولد في 9 مايو 1951، وتوفي في 11 يناير 2013.